# Domaszkowski Potok
Domaszkowski Potok – potok górski w południowo-zachodniej Polsce w woj. dolnośląskim w Sudetach Wschodnich. W przeszłości potok nosił nazwy: niem. Ebesdorfer Wasser, Kahle Wasser.
Górski Potok o długości około 11,623 km, prawy dopływ Nysy Kłodzkiej, jest ciekiem III rzędu należącym do dorzecza Odry, zlewiska Morza Bałtyckiego.

## Położenie
Potok w Masywie Śnieżnika i Obniżenie Bystrzycy Kłodzkiej. Źródło potoku położone jest na wysokości ok. 835 m n.p.m. na obszarze Śnieżnickiego Parku Krajobrazowego w południowo-zachodniej części Masywu Śnieżnika na południowo-wschodnim zboczu wzniesienia Szeroka Kopa.

## Charakterystyka
W części źródliskowej potok przez niewielki odcinek płynie w kierunku południowo-zachodnim, szerokim wyżłobieniem, wytworzonym na zboczu Szerokiej Kopy. Od poziomu 790 m n.p.m. potok skręca na zachód i płynie dobrze wykształconą V-kształtną wąską o stromych zboczach, głęboko wciętą doliną, ograniczoną od strony północnej i południowej okazałymi zboczami. Na poziomie 670 m n.p.m. przed wzniesieniem Gołota potok lekko skręca w kierunku północno-zachodnim i opuszcza granicę Śnieżnickiego Parku Krajobrazowego wpływając na otwarty teren. Po przepłynięciu kilkuset metrów, na południe od miejscowości Jaworek wpływa na obszar Obniżenia Bystrzycy Kłodzkiej i płynie w kierunku wsi Jaworek. Na poziomie 460 m n.p.m. na zachodnim skraju Jaworka potok skręca na zachód i meandrując płynie wśród zabudowań Domaszkowa w kierunku ujścia, gdzie na wysokości ok. 395 m n.p.m. na zachodnim krańcu Domaszkowa uchodzi do Nysy Kłodzkiej. Szerokość potoku 4-5 m, głębokość 20–25 cm. Koryto rzeki kamienisto-żwirowe słabo spękane i nieprzepuszczalne. Brzeg naturalny, tylko w partii ujściowej obudowany kamieniami. Zasadniczy kierunek biegu potoku jest zachodni. Jest to potok górski odwadniający południowo-zachodnią część Masywu Śnieżnika i południowo-wschodnią część Obniżenia Bystrzycy Kłodzkie. Potok częściowo uregulowany w większości swojego biegu, a szczególnie w górnej części dziki. W większości swojego biegu płynie wśród terenów zagospodarowanych rolniczo i zabudowanych. Brzegi w 70% zadrzewione, dno bez roślin. Potok w górnym biegu ma duże spadki i szybki przepływ. Po wypłynięciu z terenu górskiego do Rowu Nysy Kłodzkiej spadek gwałtownie maleje, ale ciek nadal zachowuje charakter górskiego potoku.

## Budowa geologiczna
Rzeka płynie przez obszar zbudowany ze skał metamorficznych – metamorfik Lądka i Śnieżnika. Tworzą go łupki łyszczykowe i gnejsy śnieżnickie, a podrzędnie kwarcyty, amfibolity i łupki amfibolitowe, erlany i łupki grafitowe.

## Dopływy
- Pr. Jaworek, Dopływ w Domaszkowie

oraz kilka bezimiennych strumieni i potoków mających źródła na zboczach przyległych wzniesień oraz kilkanaście cieków okresowych.

## Miejscowości nad rzeką
Domaszków, Jaworek.

## Rozwój osadnictwa wzdłuż rzeki
Osadnictwo rozwinęło się w dolnym i środkowym biegu Domaszkowskiego Potoku w XII wieku. W XIII wieku Cystersi z Kamieńca Ząbkowickiego, rozpoczęli planową akcję kolonizacji i wycinania potężnych lasów w celu rozwinięcia rolnictwa u podnóża Śnieżnika. Po 1945 r. dolina została zasiedlona ludnością ze wschodnich krańców Polski. Mieszkańcy doliny w większości utrzymywali się z rolnictwa i pracy w lesie. Pod koniec lat 70. XX wieku wieś w górnej części nieznacznie się wyludniła.